# Czystodruk
Czystodruk – pierwszy arkusz papieru po zejściu z maszyny drukarskiej, przesłany do wydawcy do akceptacji i rozpoczęcia druku nakładu.